# Scambio (enigmistica)
Lo scambio, in enigmistica, è uno schema che prevede l'inversione di due lettere di una parola o frase in modo da formare un'altra parola o frase. Come il cambio e, a volte, lo scarto, anche lo scambio specifica sempre la natura e la posizione delle lettere scambiate. Si hanno perciò:
- lo scambio di consonanti (le lettere scambiate sono consonanti);
- lo scambio di vocali (le lettere scambiate sono vocali);
- lo scambio di lettere (le lettere scambiate sono una consonante e una vocale);
- lo scambio di estremi (le lettere scambiate sono la prima e l'ultima della parola o frase);
- lo scambio di iniziali (le lettere scambiate sono le iniziali di due diverse parole in una frase).

Lo scambio non può essere distinto dallo spostamento o metatesi quando le lettere scambiate sono contigue. Circa la prevalenza dell'uno o dell'altro schema esistono opinioni contrastanti, ma è indubbio che la questione non sia poi di fondamentale importanza. Il gioco può essere attuato fra sillabe anziché fra lettere.
Allorché avviene all'interno di una frase lo scambio è paragonabile al gioco francese della contrepèterie, di cui però non condivide l'ampia praticabilità (a causa della quasi esatta corrispondenza di grafia e pronuncia in italiano) né soprattutto il carattere licenzioso. Tuttavia qualche esempio esiste ("mazzo di carte").

## Esempi
- Scambio di consonanti: maschera / marchesa
- Scambio di vocali: balletto / bolletta
- Scambio di lettere: Ercole / creole
- Scambio di estremi: astio / ostia
- Scambio di iniziali: costo del pane / posto del cane